# 269 a. C.
El año 269 a. C. fue un año del calendario romano prejuliano. En el Imperio romano se conocía como el año 485 ab urbe condita. 

## Acontecimientos

### República romana
- Consulados de Cayo Fabio Píctor y Quinto Ogulnio Galo en la Antigua Roma.[1]

### Sicilia
- Los mamertinos, un cuerpo de mercenarios campanos que habían sido empleados por Agatocles, el anterior tirano de Siracusa, capturan la fortaleza de Mesana (Mesina, en el noreste de Sicilia) desde donde acosan a los siracusanos. El líder militar siracusano, Hierón II, los derrota en una cerrada batalla en el río Longano cerca de Milas, pero las fuerzas cartaginesas intervienen para impedirles capturar Mesana. Sus agradecidos paisanos escogen entonces a Hierón como su rey y tirano.

### Resto del Mundo
- El físico griego Ctesibios inventa la clepsidra, un reloj de agua que, mediante un sistema de engranajes, podía indicar la duración del día y de la noche.[2]

## Nacimientos
- Átalo I Sóter, gobernante de Pérgamo, desde 241 a 197 a. C. Será el primero de la dinastía atálida que asumió el título de rey (m. 197 a. C.).